# Gertrud Schäfer (Theologin)

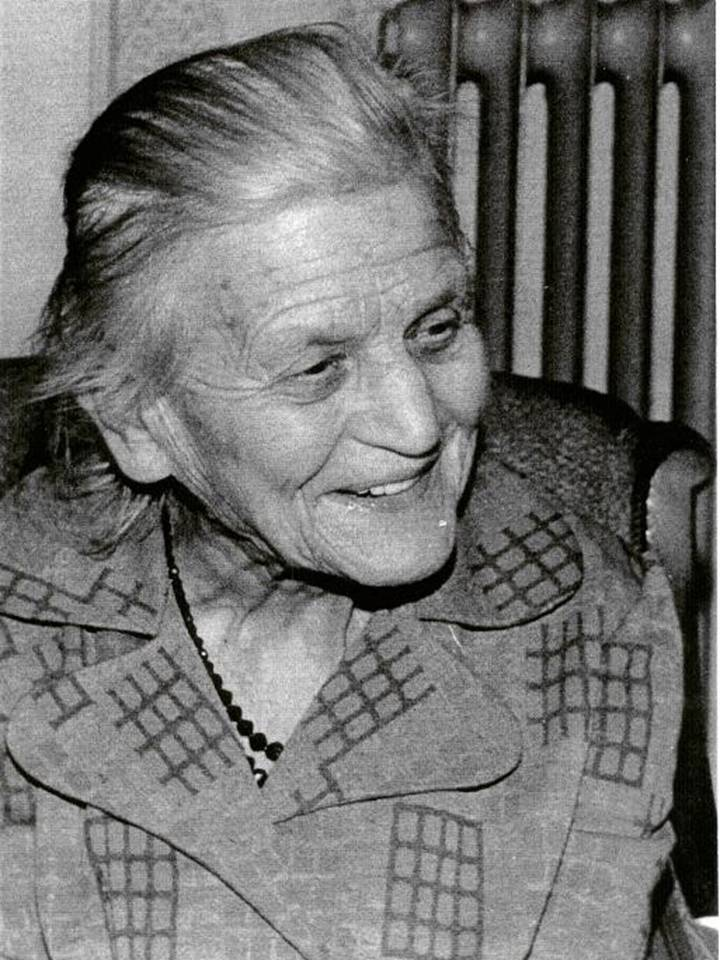
Pastorin Gertrud Schäfer, Jena

Gertrud Schäfer (* 24. Juli 1897 in Roda; † 26. Juni 1987 in Jena) war eine der ersten evangelischen Pastorinnen in Thüringen. 
In der thüringischen evangelischen Kirche wurden ab 1928 auch Frauen ordiniert, zunächst jedoch nur für den Dienst in der Sonderseelsorge. Gertrud Schäfer gehörte zum ersten Ordinationsjahrgang. Sie arbeitete zunächst in Jena als Krankenhaus- und Gefängnisseelsorgerin sowie als Religionslehrerin.

## Elternhaus, Schule, Studium. Soziale und christliche Prägung
Gertrud Schäfer wird am 24. Juli 1897 als zweites von fünf Kindern in Stadtroda (damals: Roda) geboren.
Ihre Kindheit wird wesentlich geprägt durch die Tätigkeit ihres Vaters, dem ärztlichen Leiter der damaligen „Landesirrenanstalt“ in Stadtroda, und durch den Pfarrhaushalt ihrer Großeltern im gleichen Ort. Ihre ganze Familie war eng mit den Patienten verbunden.
Ab 1912 besucht Gertrud Schäfer das städtische Lyzeum (heute Integrierte Gesamtschule „Grete Unrein“) und arbeitet nach dem Abitur 1917 im Jenaer Zeiss-Werk als Linsenprüferin. Freundschaftliche Kontakte verbinden sie bis an ihr Lebensende mit einzelnen Kollegen und deren Familien.
Nach diesem halben Pflichtarbeitsjahr beginnt sie 1917 an der Jenaer Universität Philologie, Religion, Deutsch und Geschichte zu studieren, interessiert sich sehr für Relativitätstheorie und hört naturwissenschaftliche Vorlesungen bei den Professoren Julius Schaxel und Felix Auerbach.
Wichtig werden ihr die Zusammenkünfte der „Internationalen Frauenliga für Frieden und Freiheit“ im Hause Auerbach, die sie häufig besuchte.
1918 setzte sie ihr Studium in Berlin fort und schrieb u. a. eine Seminararbeit über „Christentum und Kommunismus“ bei Professor Paul Tillich. Beeindruckt von Leben und Lehrtätigkeit des Theologen wechselte sie an die Theologische Fakultät. Sie wurde Mitglied der von Friedrich Siegmund-Schultze gegründeten „Sozialen Arbeitsgemeinschaft Berlin-Ost“ und hielt Bibelstunden und Frauenabende in den Arbeitervierteln Berlins. 
1919 kehrte Gertrud Schäfer an die Jenaer Universität zurück und unterstützt u. a. die Bildung einer „akademisch-sozialen Arbeitsgemeinschaft“, aus der später das Evangelische Frauenwerk in Thüringen hervorging. Sie lernte die Pfarrfamilie Blumhardt kennen, deren ganzheitliche Krankenheilung ihre spätere eigene seelsorgerliche Arbeit prägen sollte. In Jena wurde sie auch durch den Theologen Friedrich Gogarten motiviert. Durch ihn lernte sie den Schweizer Theologen Karl Barth kennen – den Vater der Barmer Erklärung, die entscheidend für ihren späteren Weg wurde.

## Eine der ersten Theologinnen
Als einzige Frau an der Theologischen Fakultät legte Gertrud Schäfer 1921 ihr Staatsexamen ab, obwohl man ihr von Seiten der Hochschullehrer riet, „doch lieber Diakonisse zu werden“.
Es gelang, die Jenaer Pfarrerschaft „von der Notwendigkeit einer weiblichen theologischen Arbeitskraft“ zu überzeugen, und Gertrud Schäfer wurde Klinikseelsorgerin an der Hautklinik. Sie hielt Frauenabende und Bibelstunden, gab in der von Peter Petersen gegründeten Jenaplan-Schule und in den Heilpädagogischen Anstalten von Johannes Trüper und später auch in der von Jussuf Ibrahim geleiteten Jenaer Kinderklinik Religions- und Konfirmandenunterricht. Darüber hinaus wird sie über die „Soziale Arbeitsgemeinschaft“ um Adolf Reichwein tätig in der kirchlichen Gefängnisarbeit und der Entlassenenbetreuung.
Am 16. Dezember 1928 wurde sie zusammen mit zwei anderen als eine der ersten Theologinnen in Thüringen ordiniert. In der thüringischen evangelischen Kirche wurden zwar ab 1928 auch Frauen ordiniert, zunächst jedoch nur für den Dienst in der Sonderseelsorge.

## Wirken im Widerstand. Bekennende Kirche
Mit Beginn der nationalsozialistischen Herrschaft begann für Gertrud Schäfer eine schwere Zeit: 
Sie war die einzige in der Jenaer Theologenschaft, die der Bekennenden Kirche (BK) angehörte. Zu ihrem großen Freundes- und Bekanntenkreis gehörten viele Juden. 
Der Evangelische Mädchenbund und die Evangelische Frauenarbeit in Thüringen, die der BK nahestanden, wurden verboten. In ihrer kleinen Wohnung in der Ebertstraße in Jena kamen Menschen zusammen, die mit Martin Niemöller, den Gertrud Schäfer aus ihrer Berliner Zeit kannte, verbunden waren oder die der BK angehörten. Ein Arbeitsgebiet nach dem anderen wurde ihr entzogen und die Klinikseelsorge untersagt. 1938 verweigerte sie als einzige aus der Jenaer Pfarrerschaft den "Treueid auf Führer und Reich". Sie gehorchte nur einem: Jesus Christus. So verließ sie "auf eigenen Wunsch" die Ev. Landeskirche Thüringens und ging als Vikarin nach Erfurt, das zur Kirche der Altpreußischen Union gehörte. Auch dort war sie aktiv mit Mitgliedern der BK verbunden und pflegte intensive ökumenische Beziehungen. Zunächst war sie in der evangelischen Frauenarbeit tätig. Während des Zweiten Weltkrieges, als viele Pfarrer eingezogen wurden, betraute man sie mit der Versorgung von sechs Dörfern um Erfurt. Jede Woche war sie trotzdem zum Konfirmanden- und Religionsunterricht in der Jenaer Kinderklinik. Ibrahim duldete keinen „deutsch-christlichen“ Einfluss in seiner Klinik. Gertrud Schäfer konnte so mit Jena verbunden bleiben.

## Wirken für die Evangelische Frauenarbeit und pastorales Wirken
Nach dem Krieg war Gertrud Schäfer in Erfurt tätig im Neuaufbau der Frauenhilfe und in der Seelsorge. Doch bald wurde sie gerufen: sowohl nach Hessen, um die Strafgefangenen-Betreuung wieder aufzubauen, als auch nach Jena.
Sie kehrte 1946 auch aus familiären Gründen nach Jena zurück und wurde Klinikseelsorgerin. In den Gemeinden hielt sie Frauenabende und Konfirmandenstunden ab. Drei Jahre lang konnte sie Gefangene betreuen, danach wurde ihr diese Tätigkeit von staatlicher Seite untersagt. 1949 wurde sie von der Thüringer Landeskirche zur Pfarrvikarin berufen. 
Sie baute mit ihren befreundeten früheren Leiterinnen, Hedwig Pfeiffer und Adelheid Eitner, die Evangelische Frauen- und Mädchenarbeit in Thüringen wieder auf. 
In Jena am Inselplatz wurde eine Ausbildungsstätte für Katechetinnen eröffnet, die Gertrud Schäfer aufgrund ihrer Erfahrung und ihrer intensiven Beschäftigung mit theologisch-pädagogischen Arbeiten mitprägte und begleitete.
Gertrud Schäfer bekam erst 1965 die Dienstbezeichnung „Pastorin“ zuerkannt. Das geschah wohlgemerkt, bevor die Evangelisch-Lutherische Kirche in Thüringen 1969 die Ordination von Frauen ins allgemeine Pfarramt beschloss. 1966 wurde Pastorin Gertrud Schäfer pensioniert, doch weiterhin war sie aktiv tätig. Am 26. Juni 1987 starb sie in Jena. Sie wurde im Grab ihrer Eltern in Stadtroda beigesetzt.

## Nachwirken
Seit 2001 trägt in Jena das Seniorenzentrum „Gertrud-Schäfer-Haus“ als Teil der Diako Thüringen ihren Namen.